# Ригапромстрой

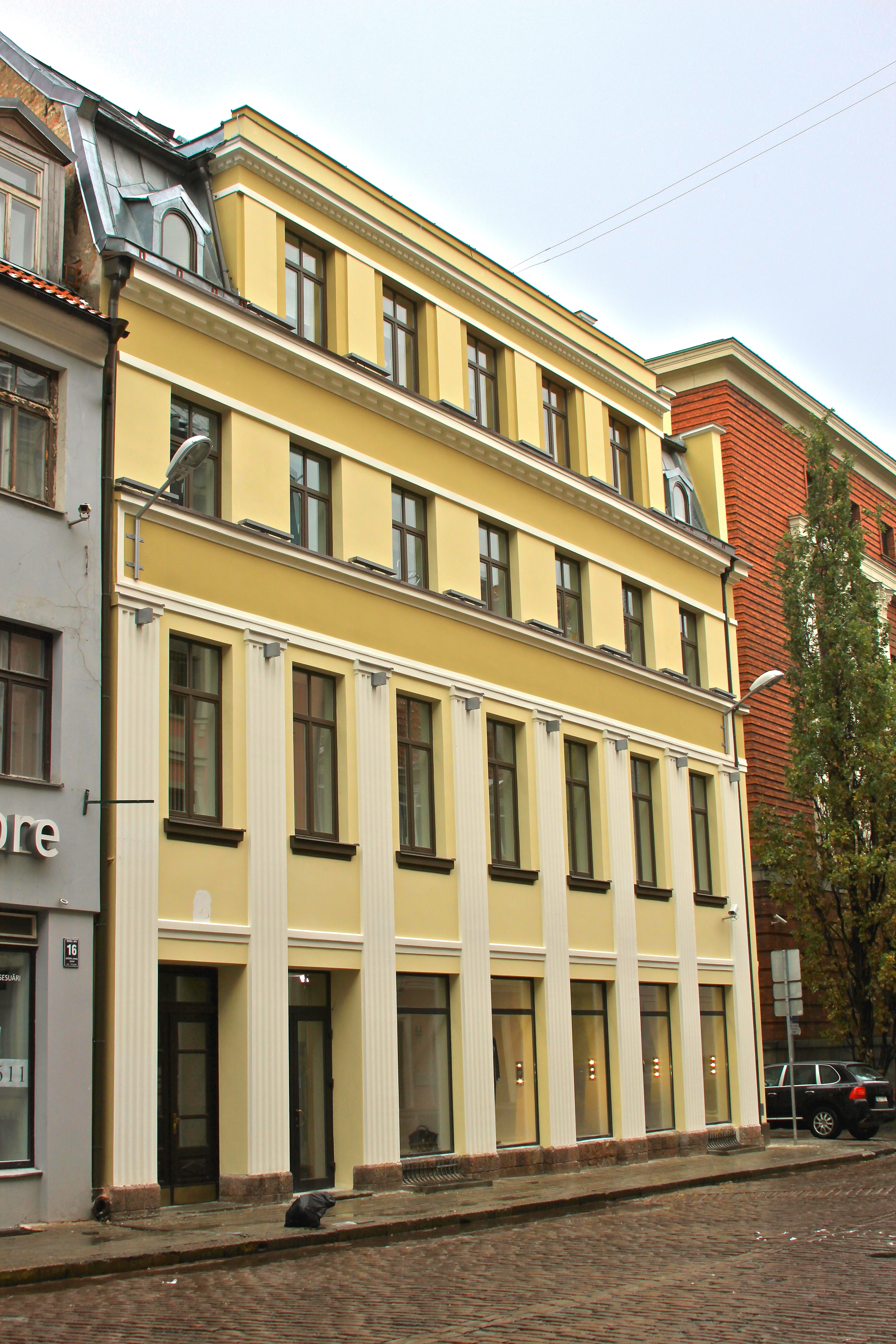
Ул. Смилшу, 18

«Ригапромстро́й» — трест промышленного строительства в городе Риге, действовавший в годы существования Латвийской ССР, крупнейшая строительно-монтажная многопрофильная организация республики. Подчинялся Министерству строительства Латвийской ССР и располагался по адресу: улица Смилшу, 18.

## История
Был основан в 1963 году на базе ряда строительных управлений под номерами 7, 55 и 56, история которых начинается с 1944—1945 годов. В поздний советский период, в конце 1980-х годов, в состав Рижского строительного промышленного объединения «Ригапромстрой» входили следующие строительные управления: № 7, № 52, № 53, № 55 и № 56, а также специализированное строительное управление нулевого цикла под номером 54. Помимо упомянутых отделов, в состав треста «Ригапромстрой» входили управление производственно-технологической комплектации, строительный участок, специализирующийся по малой механизации, а также передвижная механизированная колонна № 206 «ЛатБАМстрой». Эта колонна располагалась на станции Таксимо Байкало-Амурской магистрали; в этой местности с 1982 года она вела строительство небольшого населённого пункта.

## Деятельность
В обязанности «Ригапромстроя» входила организация строительства рижских промышленных предприятий, а также их реконструкция. Также Рижский трест промышленного строительства утверждал планы на строительство жилых домов и других важных объектов, которые были необходимы тресту.
В 1971-74 годах впервые в Латвийской ССР в тресте была применена обработка данных по необходимым на год материальным ресурсам на ЭВМ «Минск-22». Инициатором этой работы был главный инженер А. В. Шафиров.
Общая смета строительно-монтажных работ треста в 1986 году составила 34 миллиона рублей.
После провозглашения независимости Латвии и её выхода из состава СССР строительство было свёрнуто, и трест «Ригапромстрой» прекратил своё существование. Последним управляющим треста являлся Александр Захарович Сахновский.

### Промышленные объекты

Латвийский телерадиоцентр

Из наиболее известных строительных работ этого рижского предприятия можно отметить следующие:
- Водозаборные станции «Балтэзерс», «Югла» и «Даугава»;
- Здание промышленного объединения электронной промышленности «Альфа», основанного в 1971 году;
- Реконструкция и строительство промышленных корпусов производственного объединения «VEF»;
- Создание производственных корпусов завода «Страуме» (1973, 12 тыс. кв.м.)[1];
- Широкомасштабная реконструкция корпусов Рижского вагоностроительного завода;
- Строительство завода порошковой металлургии производственного объединения РЭЗ;
- Рижская ТЭЦ-1;
- Строительство производственных цехов радиозавода имени А. С. Попова производственного объединения «Радиотехника»;
- завод «Ригас стиклс»;
- производственное объединение «Дзинтарс»;
- производственные корпуса объединения Латбытхим;
- элеватор в Рижском порту;
- Болдерайский комбинат комплексной переработки древесины;
- завод «Коммутатор»;
- завод «Спецстальконструкция»;
- Рижский хлебозавод;
- пивной завод «Алдарис» (расширение и строительство новых корпусов);
- завод «Сантехник»;
- Рижский автобусный парк;
- асфальтобетонный завод.

Кроме упомянутых, Рижским трестом промышленного строительства были реконструированы либо построены многие другие объекты промышленности Латвийской ССР.

### Общественные объекты
Предприятие «Ригапромстрой» принимало активное участие в строительстве таких важных городских объектов, как:
- Рижский Дом печати (левый берег Даугавы);
- Латвийский радиотелецентр на острове Закюсала;
- Рижская телебашня (высота 368 метров);
- Музей Красных латышских стрелков, построенный к 1970 году, и памятник Красным латышским стрелкам[1];
- Памятник Владимиру Ильичу Ленину (установлен в 1950 году по проекту архитектора Эрнеста Екабовича Шталберга, скульпторы: Вениамин Яковлевич Боголюбов и Владимир Иосифович Ингал);
- Памятник освободителям Риги (Парк Победы на левобережье Даугавы).